# The Three Stooges

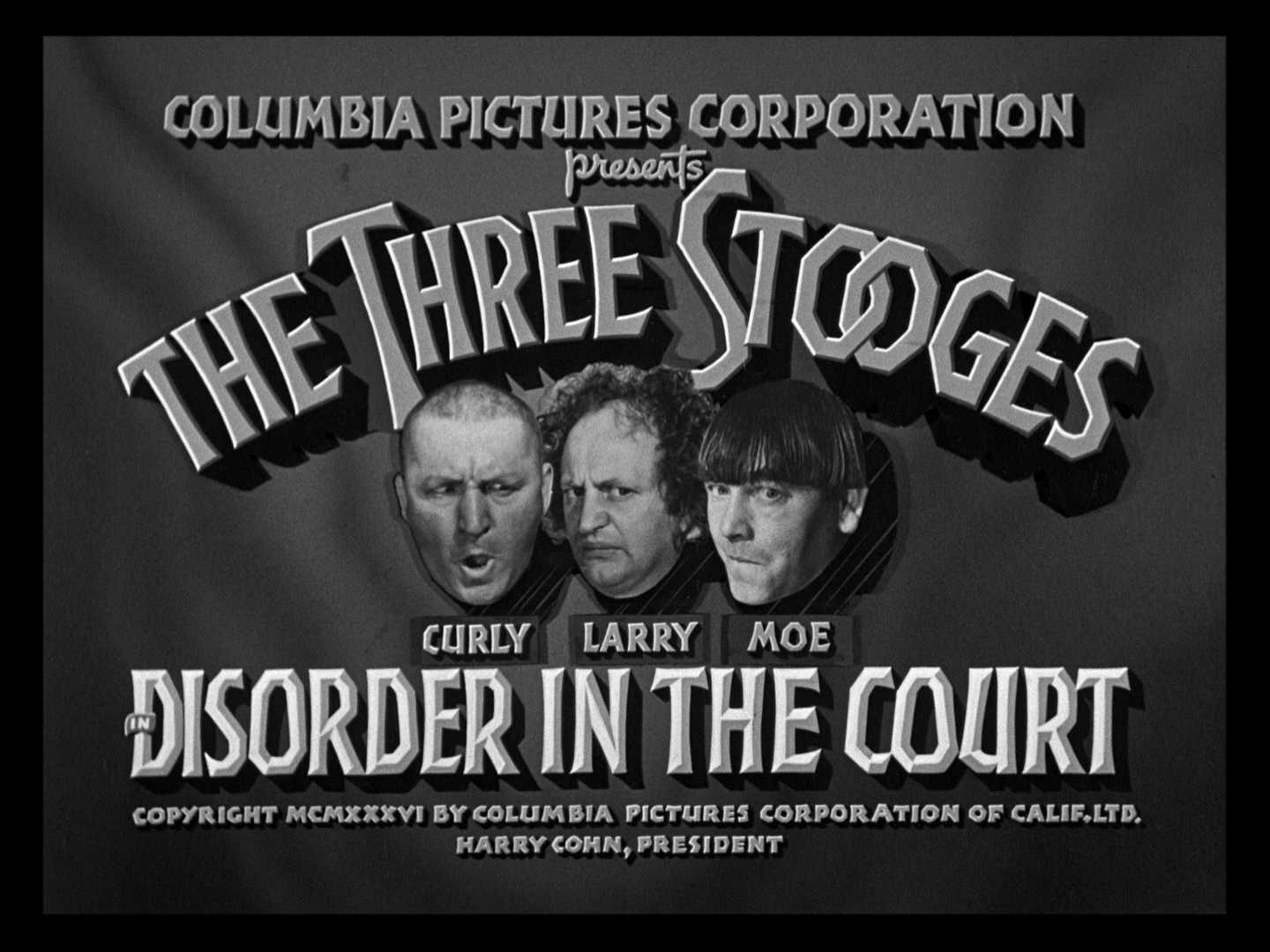
Curly, Larry och Moe.

The Three Stooges var en populär amerikansk komedigrupp, med ursprung i vaudevillen. Namnet betyder ungefär "de tre driftkuckuarna" men översätts oftast till "de tre dårfinkarna". Gruppen hade sitt ursprung i Ted Healy and His Stooges som uppstod inom vaudevilleteatern 1925 och som gjorde sin första film i Hollywood 1930.
Gruppen fick sin klassiska besättning 1934 efter att samma år ha gjort en sista film tillsammans med Healy. I flera hundra kort- och långfilmer under 1930–1970-talen utvecklade de en slapstickhumor i anarkistisk stil karakteriserad av våldsamheter: fingrar i ögonen, örfilar, påkar i huvudet samt variationer på den klassiska pajkastningen. Än idag är de populära i speciellt USA, och har bland annat i betydande grad inspirerat de humoristiska skräckfilmerna Evil Dead 2 och Army of Darkness av Sam Raimi, medan de aldrig lyckats slå igenom i Sverige.
Gruppens medlemmar bestod huvudsakligen av Moe Howard (1897–1975), Larry Fine (1902–1975) och Curly Howard (1903–1952). Efter Curly Howards stroke under filminspelning 1946 ersattes han i omgångar av Shemp Howard (1895–1955), Joe Besser (1907–1988) och Curly Joe DeRita (1909–1993).
De medverkade i långfilmen En ding, ding, ding, ding värld. Kortfilmer de medverkat i kan nämnas bland annat Brideless Groom, Sing a Song of Six Pants, Disorder in the Court och Malice in the Palace.
År 2000 gjordes det en TV-film om dem med titeln The Three Stooges.
2009 presenterade filmbolaget MGM långt framskridna planer på att återuppliva gruppen i skepnad av Sean Penn som Larry, Jim Carrey som Curly och Benicio Del Toro som Moe. 